# سامسئونگ-دونگ
سامسئونگ-دونگ (به لاتین: Samseong-dong) یک منطقهٔ مسکونی در کره جنوبی است که در ناحیه گانگنام واقع شده‌است.